# 日本國鐵EF80型電力機車
EF80型电力机车（日语：EF80形電気機関車）是日本国有铁道的双电流制电力机车车型之一，适用于供电制式为1500伏直流电和20千伏50赫兹的工频單相交流電的电气化铁路。

## 发展历史

### 开发背景
1959年，日本国有铁道开始对常磐線取手以北实施交流电气化改造，并在取手至藤代之间设置一个交直流分相区，使交直流两用的铁路车辆能够以车上切换方式，在列车运行时无需停车就能完成电流制的转换。同年，日立制作所在ED71型电力机车的基础上，试制了首台交直流两用的ED46型电力机车（后来改称为ED92型电力机车），同时适用于1500伏直流电和20千伏50赫兹单相交流电气化铁路。
1962年，日立制作所根据ED46型电力机车的试验结果和运用经验，研制了新一代的EF80型电力机车。EF80型电力机车是客货运通用的双电流制六轴电力机车，机车轴式为B-B-B。最初日本国铁曾经打算分别研制四轴客运机车和六轴货运机车，但考虑到未来旅客列车逐渐改用电力动车组担当后，剩余的四轴电力机车将难以改为货运用途，因此最终决定开发客货运通用的六轴电力机车，并且分为带有列车供电装置的客运型，以及没有搭载列车供电装置的货运型。
EF80型电力机车装有油冷式主变压器和硅二极管整流器，调速控制采用电阻调压、串并联换接和磁场削弱方式，并采用了单电机转向架和轮对空心轴架悬式驱动装置。机车整备重量为96吨，最高运转速度为105公里/小时，在交流及直流区段的小时功率均为1950千瓦，可以满足单机牵引1200吨货物列车（远期1300吨）在10‰长大坡道上起动的需要，而在平直道上单机牵引600吨旅客列车的最大平衡速度可达105公里/小时。

### 生产批次
| 生产批次 | 机车编号 | 制造商              | 类型 | 新造配属   | 制造目的                   | 生产预算            |
| -------- | -------- | ------------------- | ---- | ---------- | -------------------------- | ------------------- |
| 早期型   | 1 - 13   | 日立製作所          | 客运 | 田端机关区 | 常磐線勝田至平区段電化開業 | 昭和36年度第2次債務 |
| 早期型   | 14 - 20  | 三菱電機 三菱重工業 | 客运 | 田端机关区 | 常磐線勝田至平区段電化開業 | 昭和36年度第2次債務 |
| 早期型   | 21 - 27  | 日立製作所          | 客运 | 田端机关区 | 常磐線勝田至平区段電化開業 | 昭和37年度采购      |
| 早期型   | 28 - 30  | 三菱電機 三菱重工業 | 客运 | 田端机关区 | 常磐線勝田至平区段電化開業 | 昭和37年度采购      |
| 早期型   | 31 - 40  | 日立製作所          | 货运 | 田端机关区 | 常磐線勝田至平区段電化開業 | 昭和37年度第1次債務 |
| 早期型   | 41 - 50  | 日立製作所          | 货运 | 田端机关区 | 常磐線勝田至平区段電化開業 | 昭和37年度第2次債務 |
| 改良型   | 51、52   | 日立製作所          | 货运 | 胜田电车区 | 新金貨運線、水户線電化開業 | 昭和41年度本予算    |
| 改良型   | 53 - 55  | 東芝                | 货运 | 胜田电车区 | 新金貨運線、水户線電化開業 | 昭和41年度本予算    |
| 改良型   | 56 - 58  | 三菱電機 三菱重工業 | 货运 | 胜田电车区 | 新金貨運線、水户線電化開業 | 昭和41年度本予算    |
| 改良型   | 59 - 63  | 日立製作所          | 客运 | 胜田电车区 | 新金貨運線、水户線電化開業 | 昭和41年度本予算    |

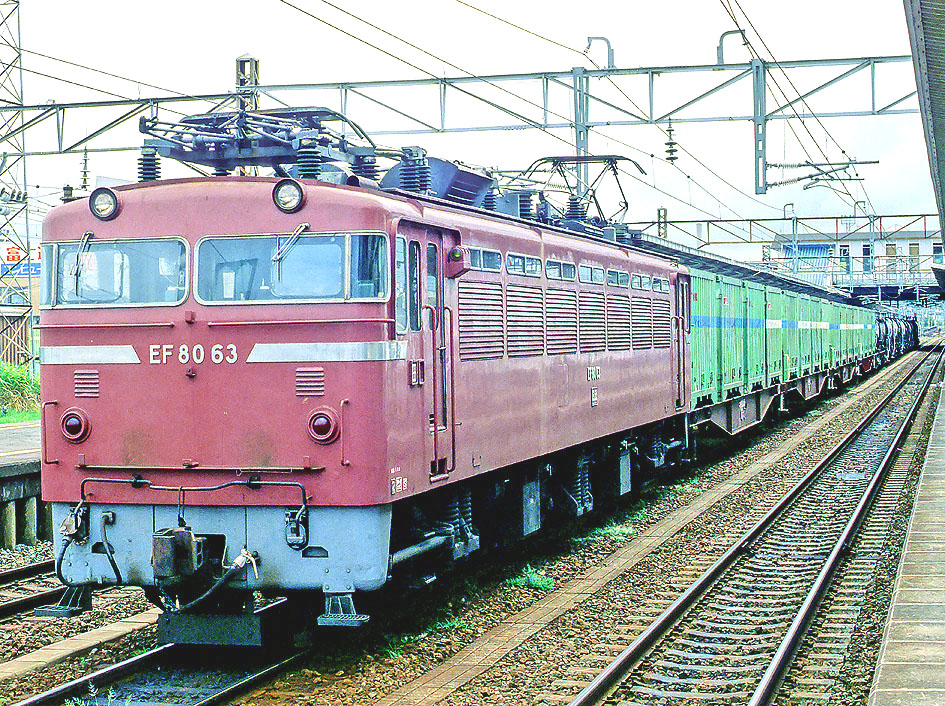
牵引货物列车的EF80 63号机车（1985年）

1962年至1963年间，日立制作所、三菱电机、三菱重工业共制造了首批50台EF80型电力机车（1～50），当中包括30台客运型机车和20台货运型机车。这批早期型机车的特点是采用了心盘牵引的DT127、DT128型转向架，装用MT53型牵引电动机和埋入式前照灯。其中，EF80 37号机车采用了与车体弧度配合的曲面前窗玻璃，明显与其他机车不同。
1966年至1967年间，日立制作所、三菱电机、三菱重工业、东芝公司又制造了第二批13台EF80型电力机车（51～63），当中包括5台客运型机车和18台货运型机车。这批改良型机车根据早期型机车的运用经验而作出了改进，例如采用改良了牵引装置的DT135、DT136型转向架以改善粘着性能，装用MT53A型牵引电动机，前照灯改为使用凸出于车体的安装方式，加大警示灯的尺寸，机械室采光玻璃窗采用H形断面的橡胶密封条安装，机车整备重量提高至97.8吨。其中，在最后出厂的EF80 63号机车上首次安装静止式变流器（SIV）作为列车供电装置。

### 运用历史

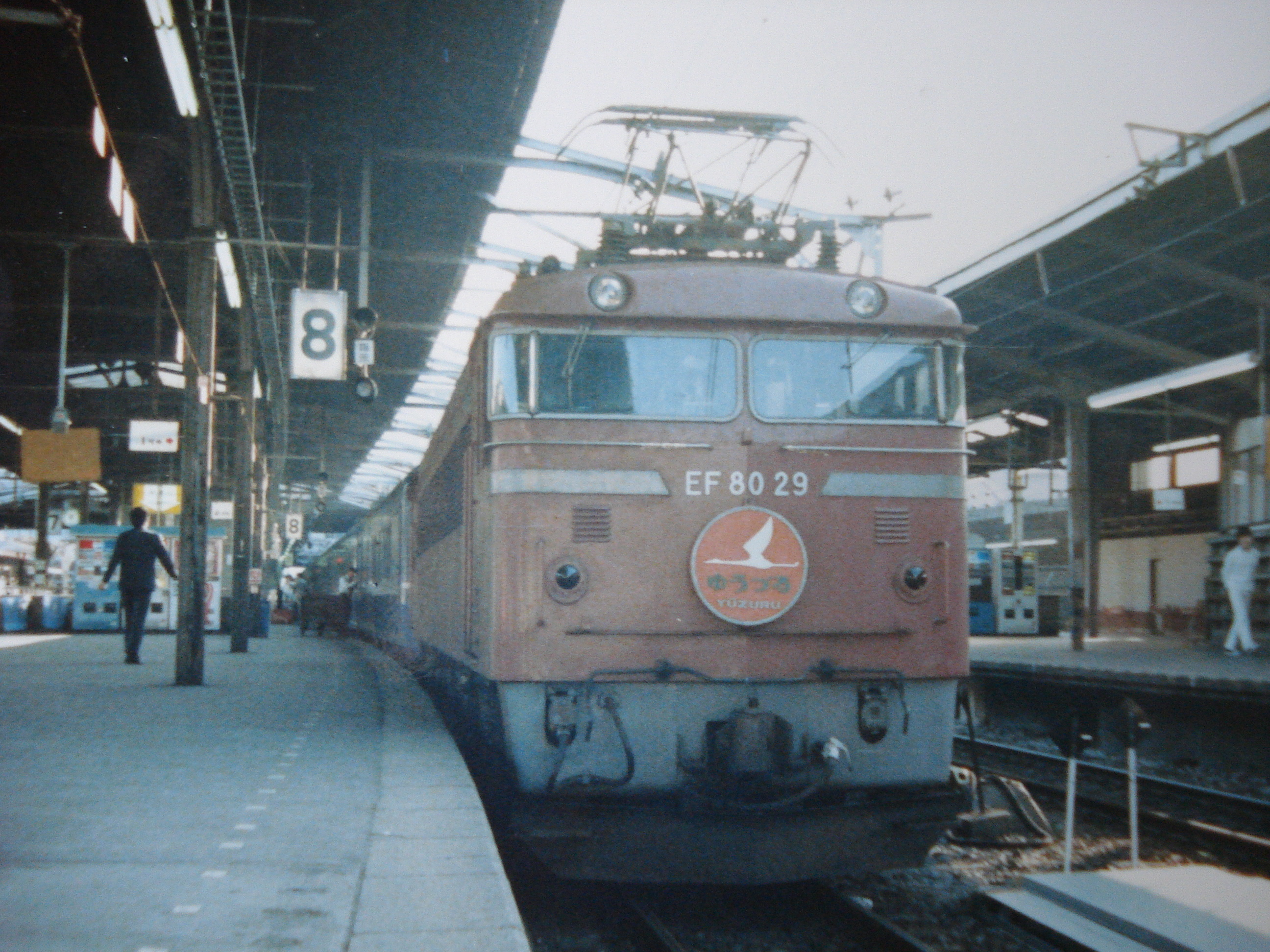
EF80型电力机车牵引“夕鹤号”特急列车（1984年）

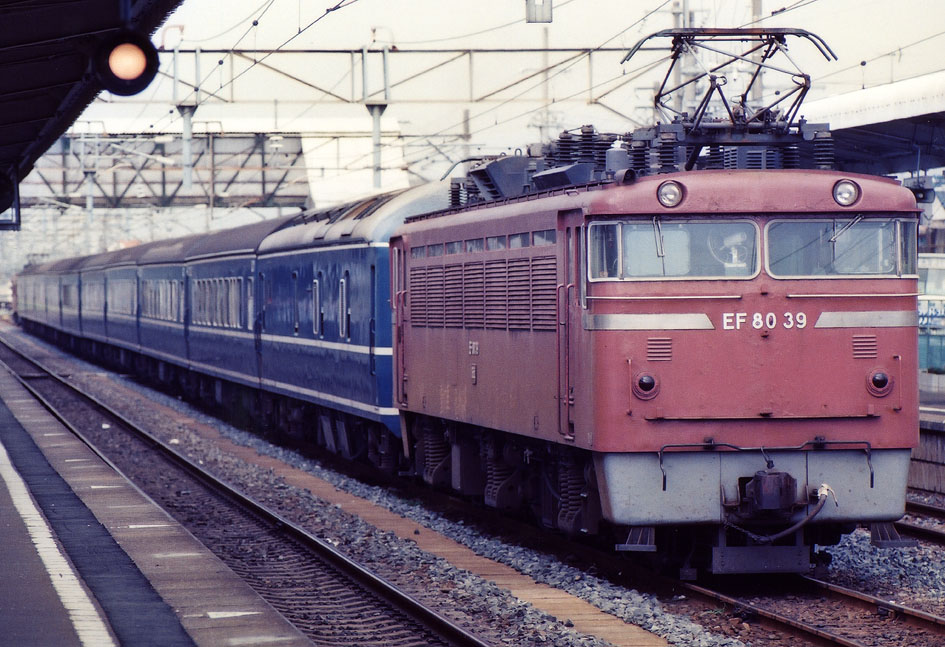
1985年国际科学技术博览会期间，EF80型电力机车牵引“世博梦号”临时旅客列车

自从在1962年投入运用起，所有EF80型电力机车均以水户铁道管理局（今东日本旅客铁道水户支社）管内为主要使用范围。1962年至1963年间，50台早期型机车陆续配属到田端机关区。1962年10月1日，常磐线胜田至高萩区段完成交流电气化，日本国铁实施列车运行图调整，EF80型电力机车主要担当上野至水户间普通旅客列车的牵引任务，替代了原本使用的C62型蒸汽机车，而水户以北路段则仍然使用蒸汽机车牵引。1963年5月1日，常磐线高萩至平区段完成交流电气化，EF80型电力机车的牵引区段延长至平，广泛运用于牵引包括“夕鹤号”卧铺特急、“十和田号”夜行急行在内的各种旅客列车及货物列车。此外，EF80型电力机车亦曾经在東北本線运用，担当上野至黑矶间的临时旅客列车，或田端至郡山间直通货物列车的牵引任务。
1962年至1965年间，田端机关区所属的部分EF80型电力机车入助胜田电车区。1966年至1967年初，13台改良型机车陆续配属到胜田电车区。1967年，随着与常磐线连接的新金货运线及水户线全面完成电气化，EF80型电力机车亦开始投入该两线运用，主要担当水户线小山至友部、新金货物线（總武本線货运支线）新小岩至佐倉、金町的货物列车牵引任务。同年8月，常磐线全线的电气化改造工程全部完成，胜田电车区所属的13台改良型机车全部转配属内乡机关区，至此所有EF80型电力机车均集中配属到规模较大的田端机关区及内乡机关区。此时，EF80型电力机车的运用区段仍然保持在平以南，常磐线平以北则使用ED75型电力机车。1968年7月，与总武本线接续的外房线千葉至蘇我区段完成电气化改造，自此外房线亦开始出现EF80型电力机车的踪影。
1968年，为了提高寝台旅客列车（蓝色列车）的旅行速度，日本国铁对所有20系客车进行制动系统改造，通过对原本的AS空气制动机加装电空阀、中继阀等电控装置改造为AREB电空制动机，实现列车制动系统的电控化，使列车最高运行速度由95公里/小时提高至110公里/小时。为配合“夕鹤号”特急列车的牵引需要，12台EF80型电力机车（1～12）进行了相应改造。改造内容包括加装机车电空制动机及KE72型电气连接器，并加装总风管以满足20系客车空气弹簧的用风需要。由于常磐线的最高速度限制为95公里/小时，因此机车无需加装电空制动机和列车乘务员有线电话等设备。
1973年，随着田端机关区开始配属EF81型电力机车，该区所属的EF80型电力机车不再投入东北本线方面运用，并开始向内乡机关区转出EF80型电力机车。至1974年10月，田端机关区和内乡机关区分别配属有36台和27台EF80型电力机车。1978年10月，内乡机关区所属的EF80 24、25、26号机车转配属福岛机关区（今福岛综合运输区），但不久之后就再度转配属到田端机关区。
1980年起，为了淘汰日渐老化的EF80型电力机车，部分原本配属富山机关区和酒田机关区的EF81型电力机车，开始转配属到田端机关区并投入常磐线运用，而运用时间最长的第一批EF80型电力机车则开始逐步报废。与此同时，内乡机关区的所有EF80型电力机车分批转移到田端机关区，直至磐城货运站和内乡机关区于1985年被撤销，当时田端机关区尚未报废的EF80型电力机车仅余下20台。1986年，EF80型电力机车全部除籍和报废。

## 技术特点

### 总体结构

#### 设备布置

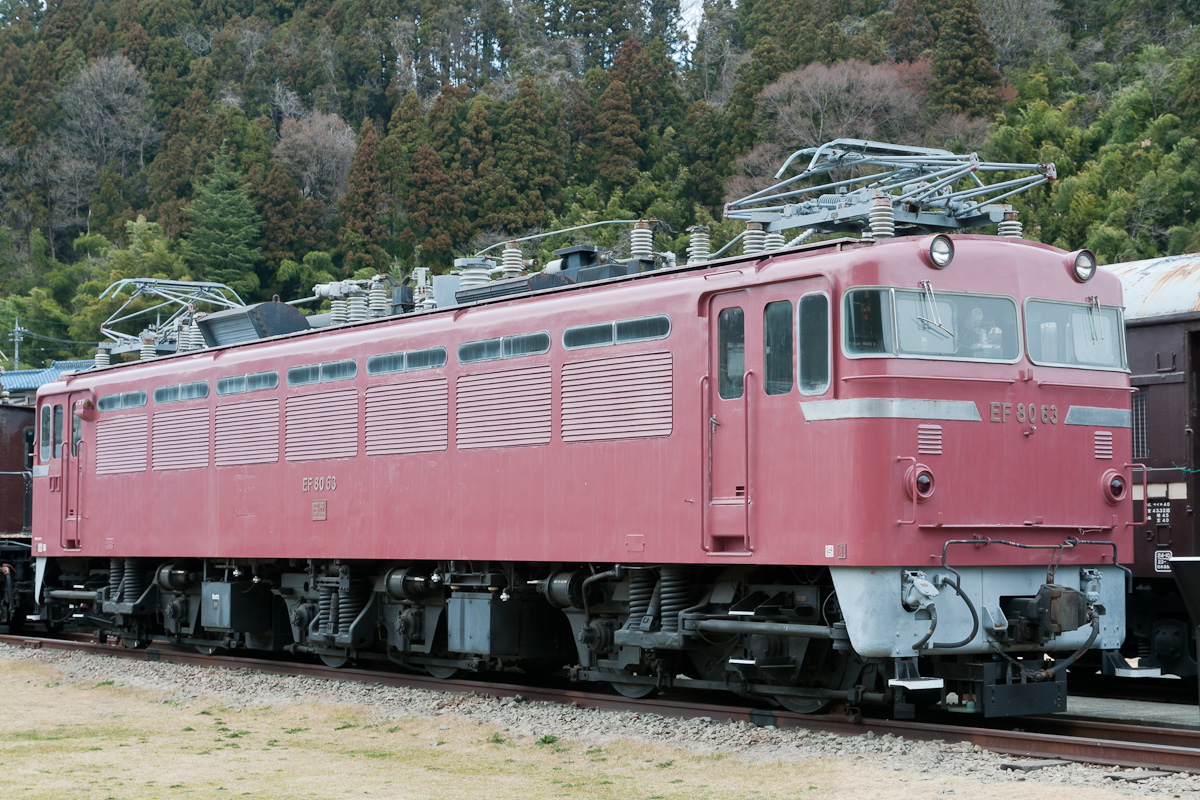
保存于碓冰嶺鐵道文化村的EF80 63号机车

EF80型电力机车是客货运通用的双电流制电力机车，适用于供电制式为1500伏直流电和20千伏50赫兹的工频單相交流電的电气化铁路。EF80型电力机车可分为客运型和货运型，差异仅在于客运型搭载了列车电气供暖用的电动发电机（MG），而货运型则加装压铁配重以保证整备重量与客运型一致。
车体两端各设有一个司机室，司机室内机车运行方向的左侧设有司机操纵台，司机室两侧设有供乘务员乘降的侧门，司机室上方车顶装有两盏密封光束灯式前照灯。车体中部是设有各种机械及电气装置的机械室，并设有贯通式双侧内走廊连接两端司机室。车顶安装有两台PS19型双臂式受电弓、交直流切换器、高速断路器、避雷器等高压电气设备。车体下方除了设有三台转向架外，还吊装着辅助电阻器、平波电抗器和蓄电池。

#### 通风系统
机械室内设备采用车体通风、集中冷却的降温方式。车身两侧各设有七个通风百叶窗和采光玻璃窗，是车内设备通风冷却的主要进风窗口。车内前、中、后分别设有三台电动通风机，第一通风机用于冷却第一台牵引电动机和主变压器，第二通风机用于冷却第二台牵引电动机和整流器，第三通风机用于冷却第三台牵引电动机和平波电抗器。而主电阻器则采用独立的通风冷却系统。

#### 车体结构
EF80型电力机车采用整体承载式全钢焊接结构箱型车体，车体全长16,700毫米，全宽2,800毫米。由于单电机转向架的牵引电动机安装位置相对较高，因此车体底架采用了无中梁的框架式承载结构，底架由侧梁、横梁、端梁、枕梁组成。车体钢结构使用钢板挤压而成的型钢材料制成，车体薄板蒙皮采用组焊工艺，车体装配作业广泛应用模块化结构以提高生产效率。车体两端安装有柴田式上作用自动车钩及LI-7B型缓冲器。

### 电气系统

#### 机车主电路
EF80型电力机车是交—直流电传动的整流器式电力机车，机车主电路由空气断路器、交直流切换器、主变压器、整流器、牵引电动机、主电阻器、电路保护装置等部分组成。在交流电模式时，机车从架空接触网获取高压交流电，首先由主变压器降低电压，再通过硅整流器转换成脉流电（即方向不变而只有电压变化的直流电），经过电阻调压后供电给牵引电动机。在直流电模式时，机车从架空接触网获取直流电，经过电阻调压后直接向牵引电动机供电。
EF80型电力机车采用车上切换方式来过渡到另一种电流制式，可以在运行时无需停车就完成交直流切换过程。当机车通过交直流分相区之前，通过主断路器的电控气动操作，断开网侧电源和机车主电路的连接；而交直流切换器完成转换并通过分相区后，又再自动闭合主断路器，这一过程中受电弓无需降弓。当机车由直流区段过渡到交流区段后，（机车运行方向）前端受电弓会在下一停靠车站降弓，以减少对架空接触网造成不必要的磨耗。
EF80型电力机车的调速控制方式和直流电力机车一样，采用电阻调压、牵引电动机的串—并联换接、以及磁场削弱控制来达到调速的目的。调速控制器共有34个调压级位，其中弱磁起动位1级、串联位17级、并联位13级、磁场削弱位3级。

#### 主变压器
机车装用一台TM7A型芯式单相主变压器。原边输入电压为20千伏，冬季额定容量为2670千伏安（开启列车供电），夏季额定容量为2280千伏安（关闭列车供电），冷却方式为强迫油循环导向风冷却。变压器次边有三个绕组，包括一个向整流器供电的牵引绕组（额定电压为2077伏特，额定容量为2274千伏安）、一个向辅助系统供电的辅助绕组（额定电压为218伏特，额定容量为6千伏安）及一个向旅客列车供电的供电绕组（额定电压为1500伏特，额定容量为390千伏安）。

#### 硅整流器
整流装置采用RS9型硅整流器。整流器使用日立制作所研制的DJ15L型硅二极管（最大反向电压为1000伏特，最大反向脉冲电压为1300伏特，平均整流电流为100安倍），整流装置由四个桥臂组成单相桥式全波整流电路，每一桥臂由七个并联支路组成，每个支路有九个串联连接的二极管，每台机车共使用252个二极管元件。整流器额定功率为2200千瓦，额定整流电压为1500伏特，额定电流为1463安倍，采用强迫通风冷却。

#### 牵引电动机
每台转向架安装一台MT53型牵引电动机（改良型机车使用MT53A型），是在ED46型电力机车所使用的MT913型牵引电动机的基础上改良而成。MT53型电动机是带有补偿绕组的四极串励直流电动机，定子绕组采用环氧树脂浸渍绝缘，以提高绝缘及耐热性能。小时功率为650千瓦，持续功率为600千瓦，额定电压为1500伏特，额定转速为每分钟845转，采用强迫通风冷却。为扩大机车的恒功调速范围，还可以对牵引电动机使用三级磁场削弱，削弱率最深可达35%。

#### 电气供暖
客运型电力机车设有列车供电系统，能够在冬季为旅客列车的电热取暖装置直接供电。在交流区段时，由主变压器的供电绕组向列车输出1500伏特单相交流电，司机室侧门旁边并装有一盏供电状态指示灯。而在直流区间时则由一台大容量电动发电机供电，将1500伏特直流电转换成1440伏特单相交流电，额定容量为320千伏安。列车供电系统还可以根据环境温度对输出电压作三档调节（100%、75%、50%）。机车两端设有KE3型供电插座，通过供电线与列车连接。
1968年，随着半导体技术的快速发展，日立在EF80 63号机车上进行了安装晶闸管逆变器（静止式变流器）的试验，取代了效率较低的电动发电机。该逆变器额定容量同样为320千伏安，采用单相桥式逆变电路，并设置了大容量直流滤波器来减少输入电源的脉动。这种晶闸管逆变器在EF80 63号机车上取得良好的效果，并在同年投产的EF81型电力机车上开始推广使用。

#### 辅助电路
EF80型电力机车的辅助电路系统主要采用直流电传动。机械室内三台电动通风机、主电阻器电动通风机、电动空气压缩机、辅助空气压缩机均采用直流电动机驱动，输入电压为1500伏特直流电，在直流区段由架空接触网直接馈电，在交流区段则由整流器供电。主变压器油泵则采用单相异步电动机驱动，由主变压器辅助绕组直接供电。另外，还设有一台小型电动发电机，将1500伏特直流电转换成100伏特直流电，供控制电路、照明电路、蓄电池充电之用。

### 转向架

#### 主要结构

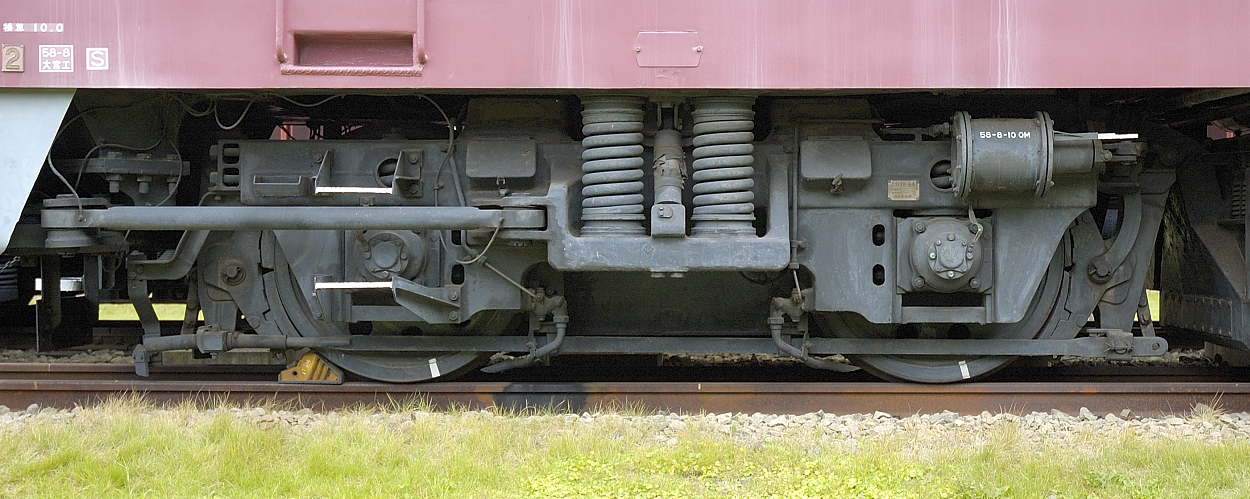
DT135型两端转向架

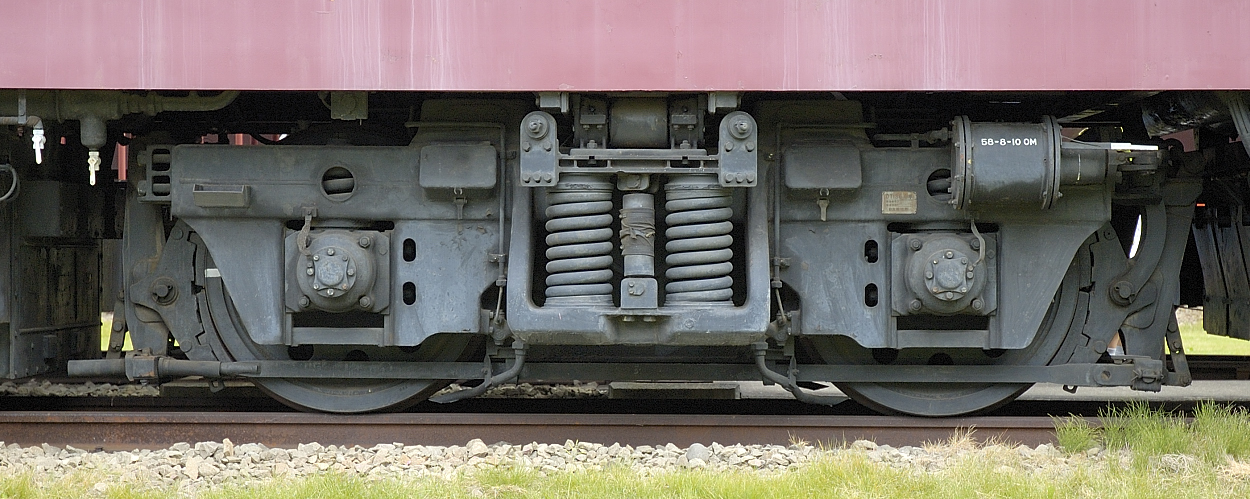
DT136型中间转向架

机车走行部为三台二轴转向架，早期型机车采用DT127型两端转向架和DT128型中间转向架，改良型机车采用DT135型两端转向架和DT136型中间转向架。
构架采用“日”字形的钢板焊接结构，轴箱采用导框式定位结构，转向架固定轴距为2212毫米。转向架采用全旁承支重结构，车体全部重量通过六组旁承弹簧坐落在三台转向架上。一系悬挂为轴箱顶端螺旋弹簧，二系旁承悬挂为每侧两个并联的螺旋圆弹簧组，并配有垂向油压减震器。中间转向架和车体之间还设有横向滚动装置以便通过曲线。基础制动装置为单侧闸瓦制动，转向架左右各设有一个制动缸，并设有制动横梁以保证两侧闸瓦同步作用，另外还设置了闸瓦间隙调整器。

#### 驱动装置
EF80型电力机车也是继ED46、EF30型电力机车之后，第三种采用单电机转向架的国铁电力机车，每个转向架安装一台大功率牵引电动机并成组驱动两个轮对。
EF80型电力机车采用QD9型驱动装置，牵引电动机采用架悬式安装方式，将牵引电动机横向固定在转向架构架中梁，即两个轮对之间；从牵引电动机轴端齿轮输出的转矩，通过前后两个中间齿轮分别传动两个轮对的大齿轮。驱动装置采用轮对空心轴传动方式，大齿轮由滚动轴承安装在空心轴套上，转矩由大齿轮通过橡胶连杆机构传给空心轴，空心轴的另一端亦使用橡胶连杆机构与车轮相连。牵引齿轮传动比为3.6（20：72）。
1965年，日本企业联合体（日立、三菱、东芝）向印度国家铁路出口的45台WAG2型电力机车，亦采用了相似结构的单电机转向架和轮对空心轴传动装置。

#### 牵引装置
早期型和改良型机车转向架的差异只在于牵引装置。早期型机车使用心盘来传递牵引力和制动力，两端转向架各设有一个心盘牵引装置，中间转向架则设有两个心盘牵引装置，分别布置在牵引电动机两侧。心盘牵引的缺点的牵引高度较高，牵引点高度距离轨面约1080毫米。为了充分利用机车粘着重量及减少轴重转移，改良型机车的两端转向架改为采用双侧平行牵引拉杆，而中间转向架仍然采用心盘牵引。

## 车辆保存
- EF80 63号机车：静态保存于碓冰嶺鐵道文化村。